# San Luis el Alto
San Luis el Alto är en ort i Mexiko.   Den ligger i kommunen Pénjamo och delstaten Guanajuato, i den centrala delen av landet, 280 km väster om huvudstaden Mexico City. San Luis el Alto ligger 1 693 meter över havet och antalet invånare är 420.
Terrängen runt San Luis el Alto är huvudsakligen platt, men österut är den kuperad. Runt San Luis el Alto är det ganska tätbefolkat, med 124 invånare per kvadratkilometer. Närmaste större samhälle är Abasolo, 9,5 km öster om San Luis el Alto. Trakten runt San Luis el Alto består till största delen av jordbruksmark.